# Alpina variegata
Alpina variegata là một loài bướm đêm trong họ Geometridae.